# 柴野太朗
柴野 太朗（しばの たろう、1992年6月7日 - ）は、日本の映画監督、映像作家。

## 概要
宮城県仙台市生まれ、新潟県長岡市出身。東京造形大学在学時の卒業制作『モラトリアム・カットアップ』が、ぴあフィルムフェスティバル PFFアワード2015に入選。第9回 田辺・弁慶映画祭にてグランプリを受賞。

## 主な作品

### 映画
- 『seven segment colors』(2009年) - 映画甲子園2009 (高校生映画コンクール) 最優秀作品賞・脚本賞
- 『モラトリアム・カットアップ』(2015年) - ぴあフィルムフェスティバル PFFアワード2015入選・第9回 田辺・弁慶映画祭 弁慶グランプリ
- 『内回りの二人』(2018年) - MOOSIC LAB 2018 短編部門 準グランプリ・最優秀女優賞(岡野真也)・男優賞(川籠石駿平)・ミュージシャン賞(町あかり)
- 『はるの行き先』(2024年) - 堀春菜主演。主題歌はKaede(Negicco)『Rushmore』(作詞・作曲 佐藤優介)。音楽は佐藤優介。劇伴リミックスは櫨本浩。映画のポスターデザインは常盤響が担当。

### 音楽
- 『長所はスーパーネガティブ！』/ 星野明音 (作詞・作曲 町あかり) - 企画・プロデュース。映画『内回りの二人』主題歌。歌唱は女優の岡野真也。2019年に7インチレコードを自主制作で発売。(Non-Linear Records / NLR-001)

### MV
- WAY WAVE『SUMMER BREEZE』『ソウルシュガー』『流されていこう』 監督・撮影・編集
- 佐藤優介『UTOPIA』 - 監督・撮影・編集 (佐藤優介と共同監督)
- 姫乃たま『長所はスーパーネガティブ！』 - 監督・撮影・編集 (ALi(anttkc)と共同監督)